# Apartman (1960.)
Apartman (eng. The Apartment) je američka romantična komedija/ drama iz 1960. koju je režirao Billy Wilder, a koja govori o zaposleniku u New Yorku koji napreduje u svojem poslu zahvaljujući činjenici što svojim šefovima koji imaju ljubavne afere stalno daje apartman na raspolaganje. Film je osvojio Zlatni globus, nagradu BAFTA i Oscara.

## Filmska ekipa
Režija: Billy Wilder
Glume: Jack Lemmon (C. C. Baxter), Shirley MacLaine (Fran Kubelik), Fred MacMurray (Jeff Sheldrake), Jack Kruschen (Dr. Dreyfuss), Ray Walston (Joe Dobisch) i dr.

## Radnja
New York. C. C. Baxter radi u jednoj tvrtci za osiguranje i stalno napreduje u poslu. No, ne toliko zbog svojeg marljivog rada, koliko zbog činjenice da svojim šefovima u bilo koje doba dana ostavlja svoj stan na slobodno raspolaganje kako bi oni tamo nesmetano provodili tajne afere sa svojim ljubavnicama. Zbog toga Baxterov susjed, dr. Dreyfuss, misli da je ovaj neki okorjeli ženskar koji stalno provodi lude ljubavne noći s raznim ženama. No ni samom Baxteru nije uvijek ugodno, jer katkad šefovi sa svojim ljubavnicama dolaze usred noći pa on mora provesti cijelu noć na ulici. 
Ipak, svi šefovi stoga pišu sjajne pohvale o njemu pa glavni ravnatelj tvrtke Jeff Sheldrake otkrije što se krije iza toga te se priključi tom dogovoru. Baxter je u međuvremenu tajno zaljubljen u Fran Kubelik, djevojku koja radi u dizalu, te ju jednom pozove van u kazalište, ali se ona ne pojavi. Jedne noći, za vrijeme Božića, Baxter se vrati u svoj stan i otkrije da je upravo ona Sheldrekova ljubavnica  - te da je zbog ljubavnih jada popila previše pilula kako bi počinila samoubojstvo. Baxter odmah pozove dr. Dreyfussa te uspije spasiti njen život. Fran ostane u njegovom stanu na neko vrijeme. Kada Baxter odbije Sheldreku davati više svoj stan te da otkaz, Fran shvati da je zaljubljena u njega te ga posjeti u njegovom stanu kojeg ovaj napušta.

## Nagrade
- 3 osvojena Zlatna globusa (najbolji film – komedija ili mjuzikl, glavni glumac u komediji ili mjuziklu Jack Lemmon, glavna glumica u komediji ili mjuziklu Shirley MacLaine) i jedna nominacija (najbolja režija).
- 5 osvojena Oscara (najbolji film, režija, scenarij, scenografija, montaža) i 5 nominacija (najbolji zvuk, glavni glumac Jack Lemmon, glavna glumica Shirley MacLaine, sporedni glumac Jack Kruschen, fotografija)
- 3 osvojene BAFTA-e (najbolji film, glavni glumac Jack Lemmon, glavna glumica Shirley MacLaine)

## Teme
Izuzev portreta usamljnosti i potrage za ljubavlju glavnog protagonsita Baxtera, scenarij kritizira i kapitalistički sustav vrijednosti. Zaplet u kojem Baxter napreduje u poslu ne zbog svoje sposobnosti nego zbog toga što svojim nadređenima čini privatne usluge (daje stan na raspolaganju radi lokacije za ljubavne afere) napada pohlepu kompanija te predstavlja ured kao mjesto labavog morala, dajući naznake da bi menadžeri osim svojih supruga mogli varati i na svojem poslu. Unapređenja i kontrole tržišta se daju za usluge.

## Kritike
Većina kritičara je hvalila film te ga čak proglasila i jednim od najboljih u kinematografiji, dok je samo manji dio bio nezadovoljan. Među njima je bio i Dan Jardine koji je zdvojno prigovarao: "Na žalost, stoga što je film sagrađen na temelju nemoralnih likova, on je zanimljiv, ali se mora smatrati jednim od Wilderovih slabijih radova, kao jedan cinično topao, hrabar neuspjeh". S druge strane, jako zadovoljni Roger Ebert je napisao: "Postoji melankolična provalija tijekom praznika između onih koji imaju negdje ići, te između onih koji nemaju nigdje ići. "Apartman" je tako dirljiv dijelom zbog tog zakopanog razloga; odigrava se tijekom najkraćeg dana u godini, kada padne noć a ulice su hladne, kada nakon zabave u uredu neki ljudi idu kućama svojim obiteljima a drugi u svoje stanove gdje se nisu ni brinuli staviti božićno drvce. Na Božić, više nego bilo koji drugi dan godine, usamljena osoba se osjeća opljačkanom od nečega što je bilo u djetinjstvu, a sada ga više nema...Scenarij, izveden kao precizan balans između farse i tuge, je bio konstruiran od Wildera i I. A. L. Diamonda kako bi se demonstriralo da, usprkos tome što se Baxter i gđa. Kubelik sviđaju jedno drugome, su ipak robovi sistema vrijednosti njihove tvrtke".
Mike Szymanski je utvrdio: "Jedan od najsmiješnijih filmova koji su ikada osvojili Oscara za najbolji film, ovo je bilo riskantno ostvarenje za svoje razdoblje (i možda je to još uvijek za neke)" a Phil Villarreal: "Gledajući "Apartman" opet, shvatite kako se još uvijek doima svježe. To je možda dijelom zbog crno-bijele fotografije, koja mu daje bezvremenost u doba filmova u boji. No to je ipak više dokaz Wilderovog talenta i duha. Humanizam i bistrina sazrijevaju poput dobrog vina".

## Vanjske poveznice
- Apartman u internetskoj bazi filmova IMDb-a
- Recenzije na Rottentomatoes.com
- Filmsite.org
- Scenarij online  Arhivirana inačica izvorne stranice od 31. listopada 2006. (Wayback Machine)